# Trepobates becki
Trepobates becki är en insektsart som beskrevs av Drake och Harris 1932. Trepobates becki ingår i släktet Trepobates och familjen skräddare. Inga underarter finns listade i Catalogue of Life.